# Implicit författare
Implicit författare är en narratologisk term introducerad 1961 av den amerikanske litteraturkritikern Wayne Booth. Termen avser de värderingar som en text indirekt framhäver genom de element i texten som skapar mening. Begreppet refererar alltså inte till en verklig författare utan snarare de normer som finns närvarande i en text.
Ett exempel på detta är från August Strindbergs roman Tjänstekvinnans son, där en rubrik lyder "Dressyren börjar". Kapitlet handlar i själva verket om barnuppfostran. I och med den ironiska effekt som uppnås skapas också en värdering.